# César Jalón Aragón
César Jalón Aragón, apodado Clarito (Nalda, 27 de septiembre de 1889 - Madrid, 6 de diciembre de 1985), fue un periodista, crítico taurino y político español de la II República española, miembro del Partido Republicano Radical y ministro de Comunicaciones.

## Biografía
Nació en la localidad de Nalda en 1889. Se hizo muy conocido en su faceta como crítico taurino, colaborando con el semanario The Kon Leche y con los diarios El Liberal (1911-1933) e Informaciones (1940-1960). En sus crónicas firmó bajo el seudónimo de «Clarito», convirtiéndose uno de los referentes principales de la tauromaquia. Afiliado al Partido Republicano Radical en 1930, durante el período de la Segunda República tuvo un papel activo en política. Desempeñaría el cargo de ministro de Comunicaciones en varios gabinetes que presidió Alejandro Lerroux, entre octubre de 1934 y mayo de 1935.
Tras el golpe de Estado que dirige el general Francisco Franco, con el que se inicia la guerra civil española, César Jalón es detenido en Fuenterrabía y conducido hasta la cárcel modelo de Ondarreta. Más tarde será liberado, pasando a San Sebastián y, posteriormente, a Logroño, donde se instala.
Falleció en Madrid el 6 de diciembre de 1985.

## Obras
- Grandezas y miserias del toreo, Madrid, Estación Tipográfica de A. Marzo, 1933.
- El cautiverio vasco, prólogo de V. de la Serna, Madrid, Diana, 1939.
- De la Revolución de Octubre de 1934 al “straperlo”. Intimidades de un drama histórico, Madrid, Pueblo, 1964.
- Memorias de “Clarito”, Madrid, Guadarrama, 1972.
- Memorias políticas: Periodista. Ministro Presidiario, Madrid, Guadarrama, 1973.